# 보우핑거
《보우핑거》(영어: Bowfinger)는 미국에서 제작된 프랭크 오즈 감독의 1999년 풍자 버디 코미디 영화이다. 스티브 마틴, 에디 머피, 헤더 그레이엄 등이 출연하였고, 브라이언 그레이저 등이 제작에 참여하였다.
평단으로부터 대체로 호평을 받았다.

## 줄거리
파산 위기에 내몰린 B급 영화 제작자 보비 보핑거는 할리우드 대형 스타 킷 램지를 주인공으로 삼는 영화를 기획한다. 램지가 이를 거절하자 보핑거는 램지 몰래 램지를 촬영해 영화에 등장시키는 대담한 계획을 세운다. 

## 출연진
- 스티브 마틴
- 에디 머피
- 헤더 그레이엄
- 크리스틴 버랜스키
- 테런스 스탬프
- 로버트 다우니 주니어
- 제이미 케네디
- 콜 서더스
- 배리 뉴먼
- 존 조
- 필 루이스
- 매리솔 니컬스

## 기타 제작진
- 협력 제작: 캐슬린 M. 코트니
- 배역: 마저리 심킨
- 미술: 잭슨 더고비아
- 의상: 조지프 G. 올리시